# Рейхскомиссариат Туркестан
Рейхскомиссариат Туркеста́н (нем. Reichskommissariat Turkestan) — пятый рейхскомиссариат нацистской Германии, планировавшийся к созданию нацистским командованием на землях пяти среднеазиатских республик СССР.
Накануне начала Великой Отечественной войны немецкий теоретик восточной политики Альфред Розенберг разработал план создания на территории побеждённого Советского Союза ряда марионеточных полугосударственных образований — рейхскомиссариатов — во главе с германскими наместниками — рейхскомиссарами. Этот план предусматривал создание пяти рейхскомиссариатов: Украины, Кавказа, Остланда, Московии и собственно Туркестана.

## Территории и административное деление
Изначально в состав рейхскомиссариата Туркестан планировалось включить территории следующих союзных республик: Казахской, Киргизской, Таджикской, Туркменской и Узбекской (включая в т. ч. Каракалпакскую АССР). Население этих территорий объединяло не только единое, тюркское и частично иранское, происхождение, но и общая мусульманская религия. По этническим и религиозным причинам планировалось также включить в состав Большого Туркестана территории Алтая, Башкирии и Татарстана, а также, по некоторым данным, Марий Эл и Удмуртию, которые принадлежат финно-угорской группе народов и население которых исповедует в основном православное христианство.

## Туркестанский легион

Нашивка Туркестанского легиона

Осенью 1941 года казахский общественно-политический деятель Мустафа Шокай, пользующийся авторитетом среди туркестанцев и умеренно сотрудничающий с нацистами, поставил германскому руководству условия, на которых он соглашался возглавить коллаборационистский Туркестанский легион, который предполагалось формировать по мере продвижения на восток из добровольцев и военнопленных тюркского происхождения. Согласно этим условиям, власти нацистской Германии были должны:
1. Подготовить кадры для будущего Туркестанского государства в учебных заведениях Германии;
2. Создать из числа своих пленных соотечественников военные формирования, которые должны быть использованы только при подходе к границам Туркестана.
Такая позиция никак не устраивала Германию: Гитлер планировал использовать легионеров в качестве вспомогательных сил, и в другом качестве они его совершенно не интересовали. Тогда Шокай написал письмо министру иностранных дел Риббентропу, в котором отказался от предложения возглавить Туркестанский легион. Как следствие, вскоре он скончался (вероятно, был отравлен) в берлинской больнице, а во главе легиона встал его ближайший сподвижник, узбек Вали Каюм.
С другой стороны, как указывается в книге О. В. Романько «Мусульманские легионы во Второй мировой войне», нацисты относили к будущему рейхскомиссариату Туркестан такие территории, как Синьцзян, Поволжье и даже Северный Кавказ и Азербайджан, что, по сути, противоречило планам Розенберга относительно формирования рейхскомиссариата Кавказ.

Главная роль в политической подготовке легионеров отводилась их обработке в националистическом духе. Так, солдатам Туркестанского легиона обещалось создание Туркестанского государства — Большого Туркестана — под протекторатом Германии. При этом оно должно было включать, помимо Средней Азии и Казахстана, еще и Башкирию, Поволжье, Азербайджан, Северный Кавказ и Уйгурский Синьцзян (Западный Китай). Одновременно с этим о поволжских татарах немцы говорили, что они «наиболее образованные, деятельные и политически ценные элементы из всех тюркских народов СССР»

## Практика
Несмотря на то, что аппарат управления рейхскомиссариатом был сформирован еще в 1941 году, перейти к реальному управлению туркестанскими территориями немцам так и не удалось.